# Anticipating
«Anticipating» es una canción de Britney Spears, escrita por Brian Kierulf, Josh Schwartz y la propia Spears, y producida por Brian Kierulf y Josh Schwartz. Ésta fue lanzada sólo en Francia como el cuarto sencillo del álbum Britney durante el segundo cuarto del año 2002.

## Lanzamiento
Mientras «I Love Rock 'N' Roll» era lanzado como el cuarto sencillo europeo de Britney, «Anticipating» fue lanzado como el cuarto sencillo en Francia.
La canción fue utilizada en un comercial, para promocionar el nuevo modelo automovilìstico de Toyota, el Vios. Spears habló de la canción diciendo que está bien ir con tus amigos a divertirte, mas algo siempre te recordará a tu exnovio. Por ello es que no tendrás diversión alguna.

## Video musical
Debido a que no hubo suficiente tiempo para rodar un video musical para «Anticipating», la performance del concierto Live from Las Vegas fue utilizada en lugar de un video. En él, Spears y sus bailarinas, que conducen un convertible rosa, cantan y bailan, respaldadas de una escenografía caricaturizada.
El video fue originalmente planeado como una animación, con una caricaturización de la misma Spears paseando por las calles de París en un convertible, pues el sencillo sólo sería lanzado en Francia.

## Rendimiento comercial
«Anticipating» sólo logró ingresar al Top 40 en Francia.

## Formatos
Formatos y listas de canciones de los principales lanzamientos de «Anticipating»:
Sencillo en CD [Francés]
| Sencillo en CD |                                   |                     |       |
| 1              | «Anticipating»                    | Álbum Versión       | 03:16 |
| 2              | «I'm Not a Girl, Not Yet a Woman» | Metro Mix           | 05:25 |
| 3              | «Overprotected»                   | The Darkchild Remix | 03:18 |

Promo Disco de vinilo 12" [Francés]
| Disco de vinilo |                |                         |       |
| Lado A          |                |                         |       |
| 1               | «Anticipating» | Remix                   | 04:07 |
| Lado B          |                |                         |       |
| 1               | «Anticipating» | Remix                   | 01:27 |
| Lado C          |                |                         |       |
| 1               | «Anticipating» | Club Remix              | 06:25 |
| 2               | «Anticipating» | Club Remix Instrumental | 06:25 |
| Lado D          |                |                         |       |
| 1               | «Anticipating» | Sweet & Sour Remix      | 05:58 |
| 2               | «Anticipating» | Hard & Sexy Remix       | 05:43 |
| 3               | «Anticipating» | Hard & Sexy Dub Remix   | 05:43 |

## Listas musicales
| País    | Lista musical   | Primera semana | Posición de ingreso | Mejor posición | Semanas en la mejor posición | Semanas en la lista musical | Última semana |
| ------- | --------------- | -------------- | ------------------- | -------------- | ---------------------------- | --------------------------- | ------------- |
| Europa  |                 |                |                     |                |                              |                             |               |
| Francia | Top 100 Singles | 29-06-2002     | 46                  | 38             | 1                            | 13                          | 21-09-2002    |